# Congresso dos Sovietes da União Soviética

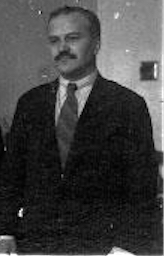
Vyacheslav Molotov em uma sessão do 3º Congresso da União dos Sovietes.

O Congresso dos Sovietes da União Soviética (em russo:  Съезд Советов Советского Союза), foi o órgão supremo da União Soviética desde a formação da URSS (30 de dezembro de 1922) e até a adoção da Constituição Soviética de 1936.

## Eleição
O Congresso dos Sovietes da União Soviética era composto por representantes dos conselhos de todas as repúblicas soviéticas da seguinte forma: da Câmara Municipal - 1 membro de 25 mil eleitores, dos congressos provinciais (regionais, territoriais) e republicanos - 1 membro dos 125 mil moradores. Os delegados ao congresso de toda a união foram eleitos nos congressos republicanos autônomos (soviéticos) regionais (territoriais, territoriais) ou (se a república não tivesse congressos provinciais (e depois provinciais, regionais)) - diretamente no congresso soviético dos soviéticos. república da união.

## Poderes
A jurisdição exclusiva do Congresso dos Sovietes consiste em:
- Alteração da Constituição da URSS.
- Admissão de novas repúblicas na URSS.
- Estabelecimento dos princípios dos planos de desenvolvimento da economia soviética e do orçamento do Estado da URSS, bem como a aprovação dos princípios gerais da legislação vigente.

O Congresso dos Sovietes determinará a direção geral de todos os órgãos públicos, elegerá um Comitê Executivo Central da URSS, responsável perante o Congresso.
O único presidente do Presidium do Congresso era Mikhail Kalinin.

## Congressos

### Primeiro Congresso Soviético de Toda a União
O primeiro congresso foi realizado em 30 de dezembro de 1922, em Moscou, com delegados da República Socialista Federativa Soviética Russa, República Socialista Soviética Ucraniana, República Socialista Federativa Soviética Transcaucásia e República Socialista Soviética Bielorrussa. O Congresso aprovou o Tratado sobre a Criação da URSS, a base da Constituição Soviética de 1924, e criou formalmente a União Soviética com os quatro como repúblicas fundadoras da União.

### Segundo Congresso dos Sovietes da URSS
O Segundo Congresso dos Sovietes da URSS foi realizado em janeiro de 1924.